# Apollo Records
Apollo Records was een in 1944 door Hy Siegel en Ted Gottlieb in de Verenigde Staten opgericht platenlabel. 

## Geschiedenis
In 1944 besloten Siegel en Gottlieb, die in de Rainbow Record Shop (platenwinkel) werkten zelf een platenlabel op te zetten. Zij noemden het label naar het nabijgelegen Apollo Theater. Een jaar na de oprichting deden Siegel en Gottlieb het label van de hand aan het echtpaar Ike en Bess Berman, met wie Siegel en Gottlieb samen bij de platenwinkel hadden gewerkt. Siegel bleef aan als directeur.
Apollo begon met nog onbekende artiesten. Zo debuteerde Rhythm-and-blues-artiesten Wynonie Harris, Dinah Washington en Solomon Burke bij Apollo Records voordat zij later beroemd werden onder andere labels.
In 1946 contracteerden de Bermans "The Queen of Gospel", Mahalia Jackson, die tot aan dat moment nog weinig opnames had gemaakt. Jackson's Move On Up a Little Higher (1948) werd Apollo's eerste grote hit. Kort daarop nam Bess Berman de rol van Hy Siegel als directeur over, waarmee zij een van de weinige vrouwen was in een dergelijke positie. 
Apollo Records beleefde haar piek tussen 1948 en 1952, toen Apollo zich concentreerde op gospelmuziek. Naast Mahalia Jackson gaf Apollo opnames uit van onder andere de Roberta Martin Singers, The Dixie Hummingbirds, The Robert Anderson Singers, The Professor Alex Bradford Singers, Harold Ivory Williams and the Ivory Gospel Singers, Rev. B. C. Campbell and his Congregation, The Daniels Singers en The Two Gospel Keys. 
Na het vertrek van Mahalia Jackson naar Columbia Records in 1954, een verloren copyrightzaak in 1955 en reeks van mindere resultaten daarna ging het alsmaar slechter met Apollo Records. Het label gaf nog hooguit een of twee lp's uit per jaar. 
Apollo Records was niet langer levensvatbaar en in 1962 sloot het zijn deuren.